# Ithomiola bajotanos
Ithomiola bajotanos is een vlindersoort uit de familie van de prachtvlinders (Riodinidae), onderfamilie Riodininae.
Ithomiola bajotanos werd in 2005 beschreven door Hall, J.